# Toppserien 2011
La Toppserien 2011 è stata la 28ª edizione della massima serie del campionato norvegese femminile di calcio. La competizione è iniziata il 2 aprile 2011 con la 1ª giornata ed è terminata il 29 ottobre 2011 con la 22ª. La squadra campione in carica era lo Stabæk – che aveva vinto il titolo per la prima volta nella sua storia nella stagione 2010 – mentre il successo finale è andato al Røa.

## Stagione

### Formula
Le 12 squadre partecipanti si affrontano in un girone di andata e ritorno per un totale di 22 giornate.

La squadra campione di Norvegia ha il diritto di partecipare alla UEFA Women's Champions League 2012-2013 partendo dai sedicesimi di finale.

Le ultime due classificate retrocedono in 1. divisjon.

### Novità
Le prime due classificate della 1. divisjon 2010, il Sandviken ed il Medkila, sono state promosse al posto delle retrocesse Fløya e Donn.

## Squadre partecipanti
| Club            | Allenatore        | Città      | Stadio                 | Terreno                | Capacità | Posizione 2010          |
| --------------- | ----------------- | ---------- | ---------------------- | ---------------------- | -------- | ----------------------- |
| Amazon Grimstad | Margunn Haugenes  | Grimstad   | Levermyr Stadion       | Erba naturale          | 2 010    | 8º posto in Toppserien  |
| Arna-Bjørnar    | Morten Kalvenes   | Arna       | Arna Idrettspark       | Erba naturale          | 1 100    | 4º posto in Toppserien  |
| Kattem          | Svein Maalen      | Trondheim  | Byåsen Arena           | Sintetico misto erba   | 1 800    | 9º posto in Toppserien  |
| Klepp           | Knut Eriksen      | Klepp      | Klepp Stadion          | Sintetico misto erba   | 2 505    | 7º posto in Toppserien  |
| Kolbotn         | Dan Eggen         | Kolbotn    | Sofiemyr Stadion       | Erba naturale          | 3 400    | 3º posto in Toppserien  |
| Linderud-Grei   | Glenn Atle Kleven | Oslo       | Greibanen              | Erba naturale          | 1 200    | 10º posto in Toppserien |
| LSK Kvinner     | Monica Knudsen    | Lillestrøm | LSK-hallen             | Sintetico misto erba   | 2 300    | 6º posto in Toppserien  |
| Medkila         | Roy Berntsen      | Harstad    | Harstad Stadion        | Sintetico misto sabbia | 4 000    | 2º posto in 1. divisjon |
| Røa             | Geir Nordby       | Oslo       | Røa Kunstgress         | Erba sintetica         | 543      | 2º posto in Toppserien  |
| Sandviken       | Øyvind Nordtveit  | Bergen     | Stemmemyren Kunstgress | Erba sintetica         | 1 000    | 1º posto in 1. divisjon |
| Stabæk          | Roger Finjord     | Bærum      | Nadderud Stadion       | Erba naturale          | 7 000    | Campione di Norvegia    |
| Trondheims-Ørn  | Thomas Dahle      | Trondheim  | DnB Arena              | Erba sintetica         | 2 000    | 5º posto in Toppserien  |

## Classifica
|                     | Pos. | Squadra         | Pt | G  | V  | N | P  | GF | GS | DR  |
| ------------------- | ---- | --------------- | -- | -- | -- | - | -- | -- | -- | --- |
| Norvegia (bandiera) | 1.   | Røa             | 54 | 22 | 18 | 0 | 4  | 76 | 18 | +58 |
|                     | 2.   | Stabæk          | 51 | 22 | 16 | 3 | 3  | 57 | 10 | +47 |
|                     | 3.   | Kolbotn         | 51 | 22 | 16 | 3 | 3  | 59 | 26 | +33 |
|                     | 4.   | Arna-Bjørnar    | 49 | 22 | 16 | 1 | 5  | 64 | 19 | +45 |
|                     | 5.   | LSK Kvinner     | 40 | 22 | 13 | 1 | 8  | 47 | 42 | +5  |
|                     | 6.   | Trondheims-Ørn  | 35 | 22 | 11 | 2 | 9  | 45 | 41 | +4  |
|                     | 7.   | Amazon Grimstad | 27 | 22 | 8  | 3 | 11 | 33 | 42 | -9  |
|                     | 8.   | Klepp           | 23 | 22 | 6  | 5 | 11 | 28 | 37 | -9  |
|                     | 9.   | Kattem          | 19 | 22 | 5  | 4 | 13 | 36 | 60 | -24 |
|                     | 10.  | Sandviken       | 19 | 22 | 5  | 4 | 13 | 24 | 51 | -37 |
|                     | 11.  | Medkila         | 12 | 22 | 3  | 3 | 16 | 20 | 63 | -43 |
|                     | 12.  | Linderud-Grei   | 1  | 22 | 0  | 1 | 21 | 16 | 96 | -80 |

Legenda:

      Campione di Norvegia e ammessa alla UEFA Women's Champions League 2012-2013

      Retrocesse in 1. divisjon 2012

Tre punti a vittoria, uno a pareggio, zero a sconfitta.
La classifica viene stilata secondo i seguenti criteri:
- Punti conquistati
- Differenza reti generale
- Reti totali realizzate
- Punti conquistati negli scontri diretti
- Differenza reti negli scontri diretti
- Reti realizzate in trasferta negli scontri diretti (solo tra due squadre)
- Reti realizzate negli scontri diretti
- play-off (solo per decidere la squadra campione, l'ammissione agli spareggi e le retrocessioni)

## Statistiche

### Classifica marcatori
| Gol |  |  | Giocatore               | Squadra      |
| --- |  |  | ----------------------- | ------------ |
| 27  |  |  | Elise Thorsnes          | Roa          |
| 20  |  |  | Kristy Moore            | Stabaek      |
| 16  |  |  | Emilie Haavi            | Roa          |
| 14  |  |  | Madeleine Giske         | Arna-Bjornar |
| 14  |  |  | Julie Skjeflo Adserø    | Stabaek      |
| 11  |  |  | Ada Hegerberg           | Kolbotn      |
| 11  |  |  | Line Krogedal Smørsgård | Kolbotn      |
| 11  |  |  | Maren Mjelde            | Arna-Bjornar |